# Väderkarta

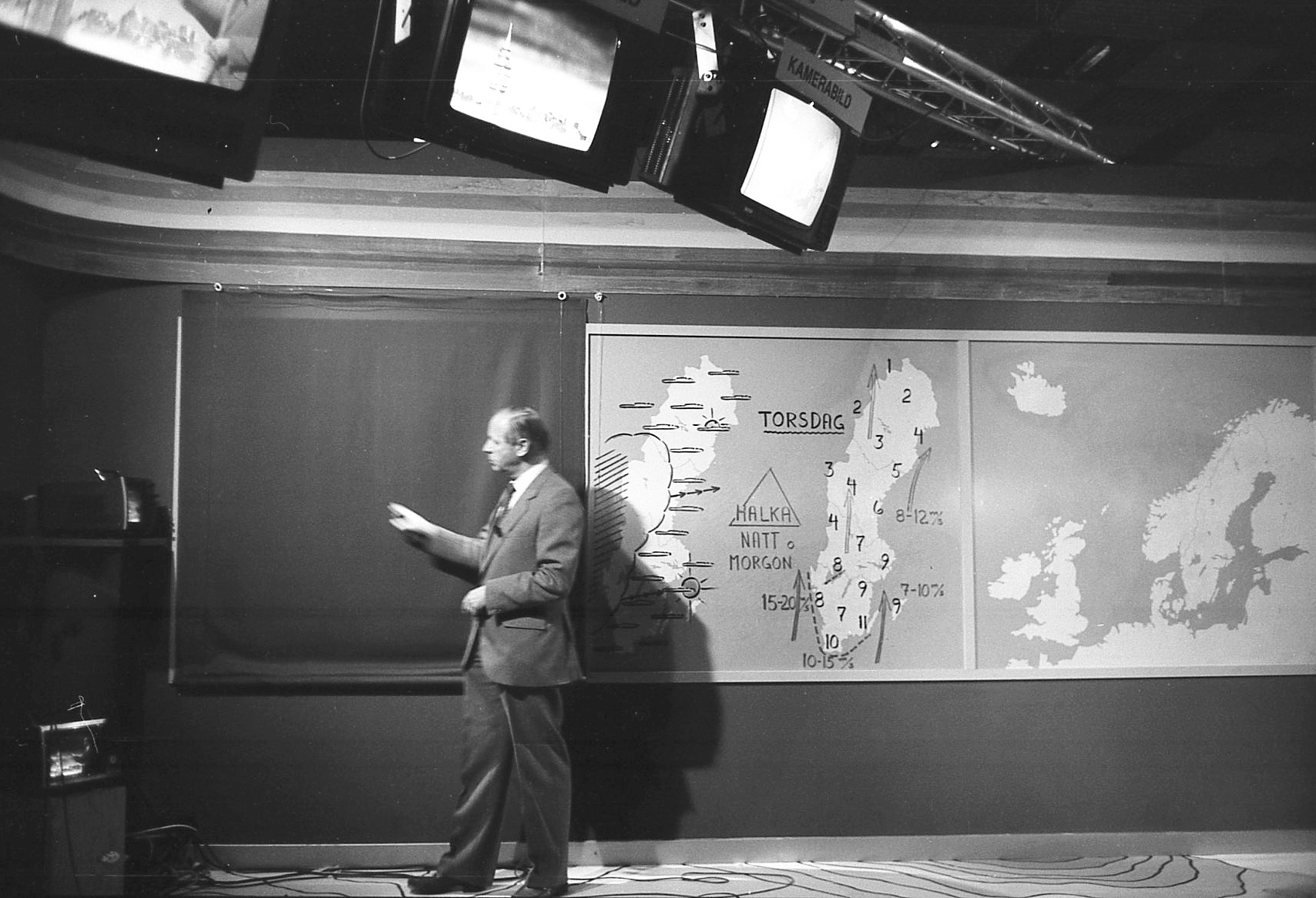
John Pohlman 1986 vid en bearbetad väderkarta med handritade symboler.

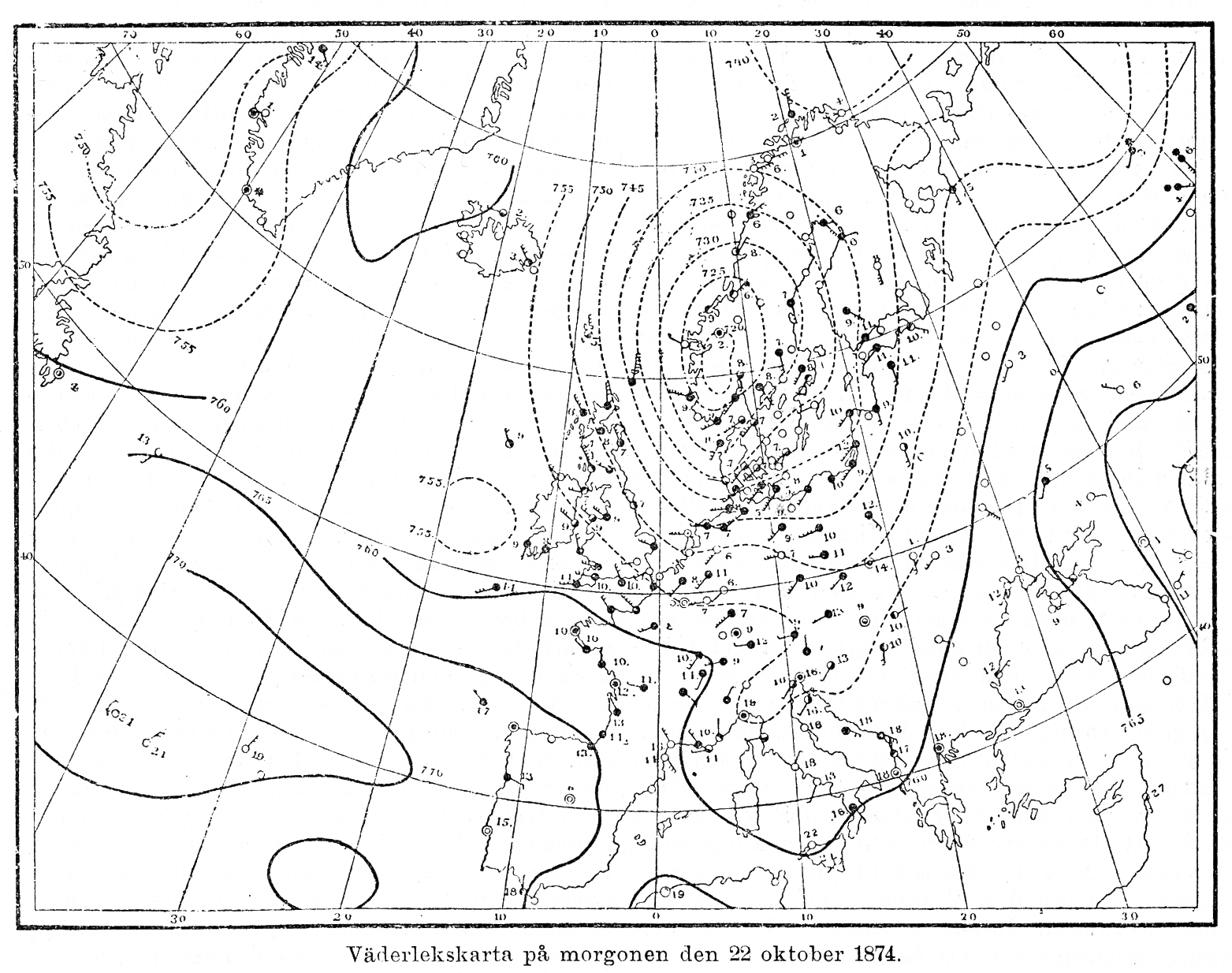
Markkarta från 1874 med meteorologiska symboler. Linjerna är isobarer som anger lufttrycksskillnader. Cirklarnas fyllnad anger molnighet, "svansarna" anger vilket håll det blåser ifrån och "kammarna" anger vindhastighet.

En väderkarta är en karta med meteorologiska symboler som visar aktuellt väder eller en väderprognos för ett specifikt område. Bearbetade väderkartor används i väderprognoser i exempelvis tv och tidningar.

## Typer av väderkartor

### Markkarta
En väderkarta anger vanligen väderförhållanden på marknivå. Sådana väderkartor kallas för markkartor.

### Aerologisk karta
En aerologisk karta anger vädret, exempelvis lufttemperatur och vind, på en viss höjd över marken. Aerologiska kartor kallas även för höjdkartor.

### Tvärsnittskartor

En tvärsnittskarta över en väderfront. A = varm luftmassa, B = kall luftmassa, C = frontzon, D = tropopausen.

Väderkartor kan även avbilda ett tvärsnitt av atmosfären längs en viss sträcka och över hela atmosfärens höjd.